# Pustosiólov
Pustosiólov (del ruso: Пустосёлов) es un jútor del raión de Krasnogvardéiskoye en la república de Adiguesia de Rusia. Está situado 12 km al este de Krasnogvardéiskoye y 66 km al noroeste de Maikop, la capital de la república. Tenía 10 habitantes en 2010
Pertenece al municipio de Yélenovskoye.

## Historia
Fue fundado por colonos campesinos de la gobernación de Kursk en tierras que habían sido del príncipe adigué Sh. Ajedzhakov. Fue registrado como localidad en 1884. En la década de 1930 fue unido al jútor Malo-Sidorov. La población fue seriamente afectada por las crecidas del río Labá del año 2002.

## Servicios sociales
A principios de la década de 1990 la localidad contaba con una escuela, un club de cultura y una tienda.